# Flugplatz Udine-Campoformido

i7
i11
i13
Der Flugplatz Udine-Campoformido (IATA-Code: UDN, ICAO-Code: LIPD) befindet sich in der norditalienischen Region Friaul-Julisch Venetien, etwa fünf Kilometer südwestlich von Udine und rund zwei Kilometer nordöstlich von Campoformido. Es handelt sich um einen ehemaligen Militärflugplatz, der seit 1998 nur noch der Allgemeinen Luftfahrt dient.

## Infrastruktur und Nutzung
Der Flugplatz liegt an der Strada Statale 13 Pontebbana. An der SS 13 befindet sich der Haupteingang, südlich davon die parallel zur Staatsstraße verlaufende 740 Meter lange Graspiste (04/22) sowie eine seit längerer Zeit stillgelegte, rund 1000 Meter lange Parallelbahn (04R/22L). Wartungshallen, Vorfelder und sonstige Abfertigungseinrichtungen sowie ein Luftfahrtmuseum befinden sich im Norden und Nordosten des Flugplatzes. Unmittelbar nördlich der SS 13 ist eine ehemalige Kasernenanlage, die früher Teil des Flugplatzes war. Der Flugplatz wird vorwiegend von den beiden Luftsportvereinen Aeroclub Far East und Aeroclub Friulano genutzt. Administrativer Betreiber ist die staatliche ENAC Servizi.

## Geschichte
Der Flugplatz war vom Ersten bis zum Zweiten Weltkrieg einer der bedeutendsten Militärflugplätze Italiens. Hier wurden im Lauf der Zeit mehrere Geschwader und Staffeln aufgestellt. Der Flugplatz gilt als Wiege des militärischen Kunstfluges in Italien.
Der erste Flugplatz im Friaul wurde 1910 in La Comina bei Aviano eröffnet, im folgenden Jahr nahm auf der heutigen Aviano Air Base eine militärische Flugschule ihren Betrieb auf. Das Fliegerbataillon des Heeres richtete bei Campoformido zu Schulungszwecken ein weiteres Flugfeld ein, auf dem am 31. Juli 1913 erstmals ein Flugzeug landete. Campoformido wurde 1915 Frontflugplatz, auf dem sich etliche Jagd-, Aufklärungs- und Bomberstaffeln ablösten. Von Herbst 1917 bis kurz vor Kriegsende wurde der Flugplatz von den Mittelmächten besetzt. 1927 wurde Campoformido Standort des 1. Jagdgeschwaders (1º Stormo) der italienischen Luftwaffe. Im folgenden Jahr wurde der spätere General Rino Corso Fougier Kommandeur dieses Geschwaders. Er bildete innerhalb seines Verbandes eine erste Kunstflugstaffel, die als Vorläufer der heutigen Frecce Tricolori gilt. Auch aus luftfahrthistorischen Gründen befindet sich der Standort der heutigen Kunstflugstaffel auf dem benachbarten Militärflugplatz Rivolto.
1929 wurde auf dem Flugplatz Campoformido der hier noch immer ansässige Aeroclub Friulano gegründet, 1931 dann das traditionsreiche 4. Jagdgeschwader (4º Stormo), 1936 schließlich das 6. Jagdgeschwader (6º Stormo). Diese und andere Verbände und Einheiten kehrten während des Zweiten Weltkrieges zu Auffrischungen, Umrüstungen und Umschulungen immer wieder nach Campoformido zurück. Von 1943 bis 1945 wurde der Flugplatz von der deutschen Luftwaffe und von der italienischen ANR genutzt, unter anderem von deren 1. Jagdgruppe. Nach dem Krieg blieb der Flugplatz für einige Jahre unter der Kontrolle der britischen Royal Air Force.
Ende der 1940er Jahre beschloss die Regierung in Rom, für den Nordosten Italiens einen neuen Verkehrsflughafen zu errichten. Die Wahl fiel auf Ronchi dei Legionari, das in etwa auf halbem Weg zwischen Udine und Triest liegt. Der dortige Flughafen Triest dient bis heute der gesamten Region als internationaler Verkehrsflughafen. Darüber hinaus wurden nur die Militärflugplätze in Rivolto und Aviano wieder auf- und ausgebaut, weswegen auch in diesem Bereich Campoformido das Nachsehen hatte. Campoformido wurde in den 1950er Jahren zusammen mit dem nahen Militärflugplatz Casarsa della Delizia zum Heeresflugplatz, wobei man in Casarsa ein Heeresflieger-Regiment stationierte, in Campoformido jedoch nur kleinere fliegende Einheiten. 1998 zogen die letzten Heeresflieger aus Campoformido ab.
Nach der Jahrtausendwende entstand in Campoformido ein fünf Ausstellungshallen umfassendes Luftfahrtmuseum, das insbesondere die Geschichte der Luftfahrt in Campoformido und im Friaul darstellt. In den letzten Jahren gab es zum Teil erbitterte Auseinandersetzungen um die geplante Verlängerung und Asphaltierung der Start- und Landebahn.